# Forging Ahead
Albums de Bad Manners
Gosh It's... Bad Manners
(1981)  Mental Notes
(1985)
Forging Ahead est le quatrième album studio de Bad Manners, sorti en 1982.

## Liste des pistes
| No  | Titre                                 | Auteur                      | Durée |
| --- | ------------------------------------- | --------------------------- | ----- |
| 1.  | That'll Do Nicely                     |                             | 2:52  |
| 2.  | Salad Bar                             |                             | 2:51  |
| 3.  | Tonight Is Your Night                 |                             | 3:25  |
| 4.  | Samson and Delilah (Biblical Version) |                             | 5:18  |
| 5.  | Exodus                                | Ernest Gold                 | 2:45  |
| 6.  | Got No Brains                         |                             | 3:48  |
| 7.  | My Girl Lollipop                      | Morris Levy, Johnny Roberts | 4:59  |
| 8.  | Falling Out of Love                   |                             | 3:23  |
| 9.  | Seventh Heaven                        |                             | 3:28  |
| 10. | Educating Marmalade                   |                             | 3:16  |
| 11. | What's Up Crazy Pup                   | Van Morrison                | 1:56  |
| 12. | Your                                  |                             | 3:49  |

| 1.  | Salad Bar                             | 2:51 |
| 2.  | Tonight Is Your Night                 | 3:25 |
| 3.  | Samson And Delilah (Biblical Version) | 5:16 |
| 4.  | Exodus                                | 2:46 |
| 5.  | Got No Brains                         | 3:49 |
| 6.  | Rose Of Italy                         | 3:36 |
| 7.  | My Girl Lollipop (Extended Lick Mix)  | 4:58 |
| 8.  | Falling Out Of Love                   | 3:24 |
| 9.  | Seventh Heaven                        | 3:28 |
| 10. | Educating Marmalade                   | 3:16 |
| 11. | What's Up Crazy Pup                   | 1:57 |
| 12. | Your                                  | 3:52 |
| 13. | Psychedelic Eric                      | 3:37 |
| 14. | Flashpoint                            | 3:47 |
| 15. | Ben E. Wriggle (Remix)                | 6:06 |
| 16. | My Girl Lollipop (Single Version)     | 2:45 |
| 17. | Samson And Delilah (Single Version)   | 3:32 |
| 18. | Good Honest Man                       | 2:12 |
| 19. | Your (Instrumental Version)           | 3:27 |
| 20. | That'll Do Nicely                     | 2:52 |
| 21. | Monster Love (Dub)                    | 2:58 |
| 22. | That'll Do Nicely (Express Version)   | 4:49 |

## Formation
- Buster Bloodvessel - Chant
- Louis Alphonso - Guitare
- David Farren - Basse
- Martin Stewart - Clavier
- Brian Tuitt - Batterie
- Chris Kane - Saxophone ténor
- Andrew Marson - Saxophone alto, Banjo
- Paul "Gus" Hyman - Trompette
- Winston Bazoomies - Harmonica, Chœur

- Roger Lomas - Producteur
- Ted Sharp - Ingénieur
- Recorded at Rockfield Studios, Monmouth, Wales